# Madison Parish
Madison Parish (franska: Paroisse de Madison) är ett administrativt område, parish, i delstaten Louisiana, USA. År 2010 hade området 12 093 invånare. Den administrativa huvudorten är Tallulah.

## Geografi
Enligt United States Census Bureau så har countyt en total area på 1 685 km². 1 616 av den arean är land och 69 km² är vatten.  

### Angränsande områden
- East Carroll Parish - norr
- Warren County, Mississippi - öst

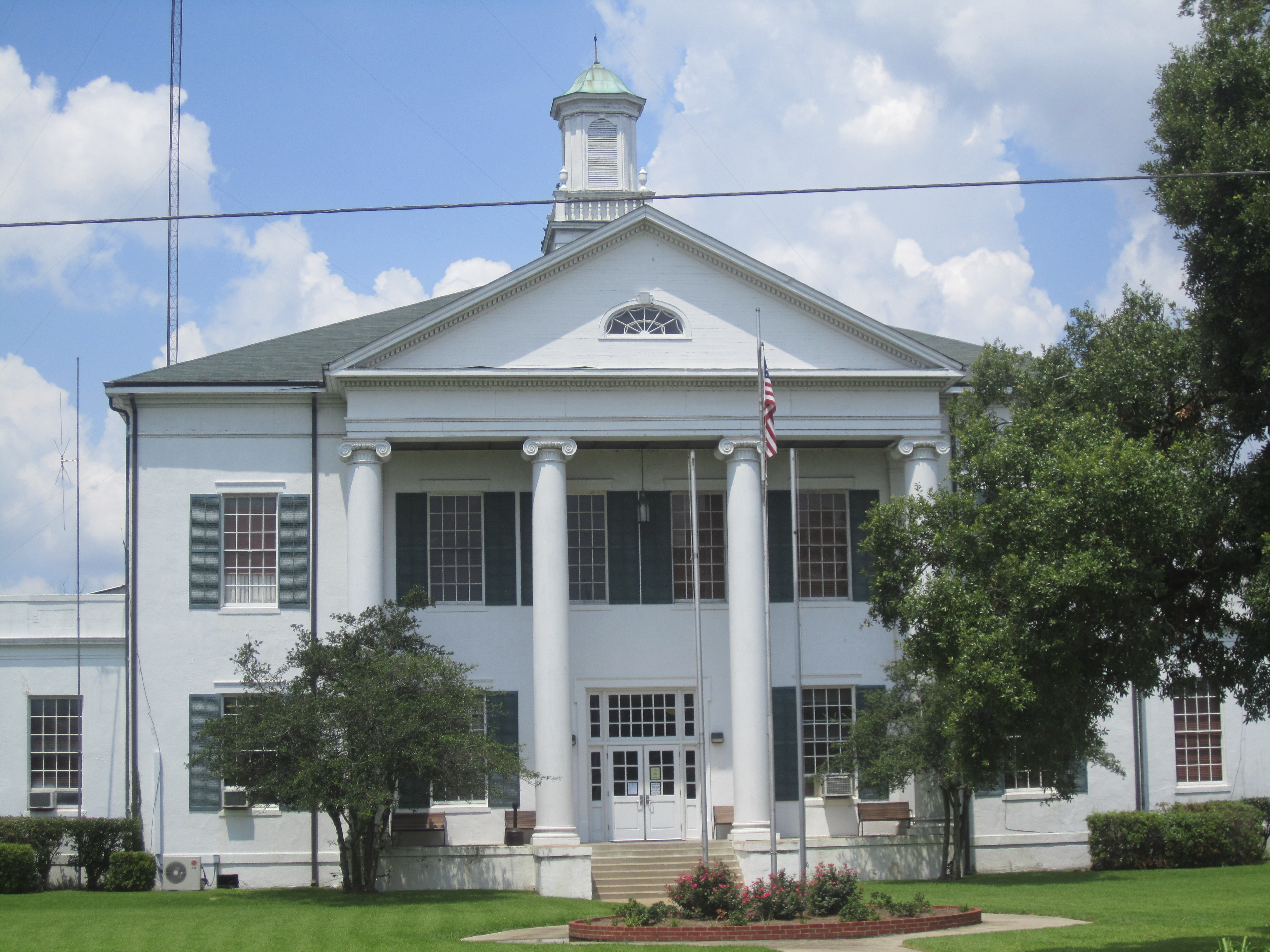
Madison Parish Courthouse i Tallulah.

- Tensas Parish - söder
- Franklin Parish - sydväst
- Richland Parish - nordväst